# Philrothita
La philrothita és un mineral de la classe dels sulfurs que pertany al grup de la sartorita. Rep el nom en honor de Philippe Roth (n. 1963), geofísic i antic cap de la Forschungsgemeinschaft Lengenbach.

## Característiques
La philrothita és una sulfosal de fórmula química TlAs₃S₅. Va ser aprovada com a espècie vàlida per l'Associació Mineralògica Internacional el 2013, sent publicada l'any 2014. Cristal·litza en el sistema monoclínic. La seva duresa a l'escala de Mohs es troba entre 3 i 3,5.
L'exemplar que va servir per a determinar l'espècie, el que es coneix com a material tipus, es troba conservat al Museu de Mineralogia del Departament de Geosciències de la Universitat de Pàdua, a Itàlia, amb el número de catàleg: m12605.

## Formació i jaciments
Va ser descoberta a la pedrera Lengenbach, situada a la localitat de Binn, dins el districte de Goms (Valais, Suïssa), on es troba en realgar en forma de cristalls de fins a 200 μm de diàmetre, també associada a smithita, sartorita i rútil. També ha estat descrita al dipòsit de Vorontsovskoe, a l'óblast de Sverdlovsk (Rússia). Aquests dos indrets són els únics de tot el planeta on ha estat descrita aquesta espècie mineral.